# American Livestock Breeds Conservancy

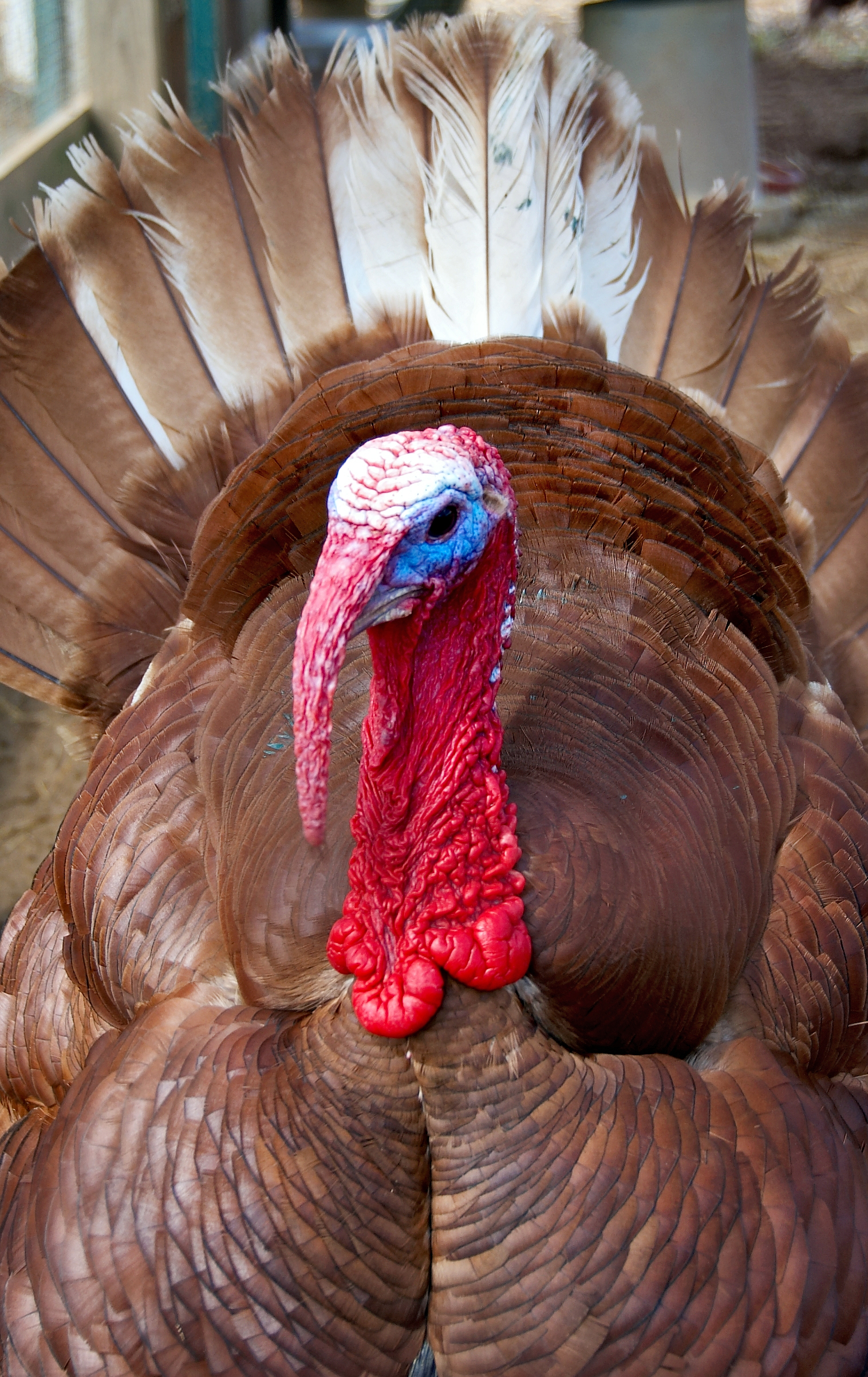
Le Bourbon rouge, une race de dinde surveillée par l'ALBC.

L'American Livestock Breeds Conservancy (ALBC) est un organisme sans but lucratif axé sur la préservation et la promotion de la diversité génétique chez les races rares d'animaux agricoles. Fondée en 1977, l'ALBC a été l'organisation de préservation pionnière du bétail aux États-Unis. Il a depuis lancé des programmes qui ont sauvé de l'extinction de multiples races et travaillé en étroite collaboration avec des organisations similaires dans d'autres pays, notamment le Rare Breeds Survival Trust britannique. L'ALBC a publié plusieurs livres sur l'élevage des races rares et maintient un système de petites annonces pour les amateurs de races rares.
L'ALBC maintient une liste de priorités de conservation qui divise les races menacées de chevaux, d'ânes, de moutons, de chèvres, de bovins, de lapins, de porcs et de volailles en cinq catégories en fonction des chiffres de la population et de l'intérêt historique. Les races dont le sauvetage a été pris en charge par l'ALBC comprennent le cheval Carolina Marsh Tacky, les bovins Randall, les porcs Red Wattle et le lapin américain. L'organisation travaille avec des registres de race et d'autres groupes sur plusieurs aspects de la conservation des races, notamment des tests génétiques, la documentation historique, le sauvetage des animaux et leur commercialisation. Ils ont également publié plusieurs définitions du patrimoine, y compris les paramètres pour les races patrimoniales de bétail et de volaille. En grande partie grâce aux efforts de l'ALBC, les populations de dindons patrimoniales ont plus que décuplé en un peu plus d'une décennie, et plusieurs races autrefois au bord de l'extinction ont maintenant des populations saines.